# Retropolis
«Retropolis» es un sencillo de la banda finlandesa de hard rock Lordi, que fue publicado el 17 de enero de 2025. Es el segundo sencillo del álbum Limited Deadition.
Mr. Lordi describe el sencillo como:

Este título estuvo a punto de convertirse en el nombre del álbum. Este título resumiría más o menos el contexto del disco: Musicalmente, todo gira en torno a un riff principal que compuso nuestro guitarrista Kone. Suena muy 'alegre' y tiene casi el estilo del álbum 'Faceless World' de U.D.O.. Estaba pensando en la mejor manera de construir una línea vocal en torno a él, sin que sonara totalmente cliché. Este sería el riff principal, así que la canción se escribió sola. En cuanto a la letra, evoca la sensación de los 80 que transmitían series como El Coche Fantástico, Battlestar Galactica o Masters del Universo. Es una canción muy inspirada visualmente, que me recuerda a la portada de 'Somewhere In Time' de IRON MAIDEN. En realidad no cuenta una historia, en cierto modo sólo transmite una visión postapocalíptica de los años 80. Dicho esto, echo mucho de menos aquellos días. Todo era mejor entonces... Todo era mejor con luces de neón.
Mr. Lordi

## Lista de canciones
- Retropolis (3:29)

## Créditos
- Mr. Lordi (vocalista)
- Kone (guitarra)
- Hiisi (bajo)
- Mana (batería)
- Hella (piano)